# Новониколаевский (Выгоничский район)
Новониколаевский — посёлок в Выгоничском районе Брянской области, в составе Хмелевского сельского поселения. Расположен в 5 км к юго-западу от деревни Хмелево, на шоссе М13 Брянск—Гомель. Население — 22 человека (2010 год).

## История
Упоминается с начала XX века; первоначально входил в состав Почепской волости.
| Годы      | 1926 | 1979 | 1989 | 2002 | 2010 |
| --------- | ---- | ---- | ---- | ---- | ---- |
| Население | 197  | 153  | 86   | 45   | 22   |